# Time Vaults
Time Vaults è un album in forma demo, contenente brani registrati dal 1972 al 1975, della band britannica Van der Graaf Generator. Fu pubblicato esclusivamente per audiocassetta nel 1982 e in formato CD nel 1992.

## Tracce
1. The Liquidator
2. Rift Valley
3. Tarzan
4. Coil Night
5. Time Vaults
6. Drift (I hope it won't)
7. Roncevaux
8. It All Went Up
9. Faint and Forsaken
10. Black Room

## Formazione
- Peter Hammill= Voce, chitarra, pianoforte, basso elettrico
- David Jackson= Sassofono, pianoforte
- Hugh Banton= Tastiere
- Guy Evans= Batteria